# Franck (fotógrafo)

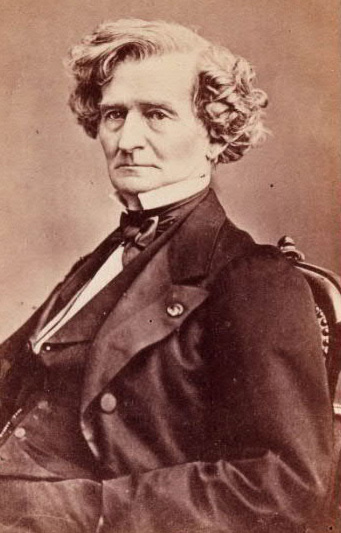
Retrato de Hector Berliotz realizado entre 1864 y 1865.

François Marie Louis Alexandre Gobinet de Villecholes ( Voyennes, 1816 - 1906), más conocido como Franck, fue un fotógrafo francés que durante ocho años estuvo establecido en España.
Nació en  Voyennes (Somme) y tras sus estudios comenzó a dedicarse a la literatura pero después comenzó a interesarse en la fotografía y en 1845 ya se dedicaba a hacer daguerrotipos. Con motivo de la Segunda República Francesa se exilia a Barcelona en 1849 donde montó un estudio fotográfico que pronto alcanzó un prestigio similar al que alcanzaría poco después la compañía fotográfica Napoleón. Alguna de sus obras de esta época corresponden al género de fotografía de difuntos que se encontraba muy vigente en esos años.
En sus últimos años en España se dedicó también a la enseñanza de la fotografía y en 1855 se asoció con Wigle y comercializaron sus trabajos como Franck y Wigle estableciéndose en la Rambla del Centro, 18. En 1856 entró a formar parte de la Sociedad fotográfica de Francia. Mantuvo su estudio de Barcelona abierto hasta 1857 cuando decidió trasladarse de nuevo a París y dos años después en 1859 abrió un lujoso estudio de retratos junto a Wigle, que alcanzó prestigio en la corte de Napoleón III.
Aunque su trabajo en España se centró en el daguerrotipo experimentó otras técnicas como el colodión húmedo, la copia a la albúmina y el gelatino-bromuro, aunque destacó por el uso del papel leptográfico, que era poco utilizado a pesar de ser un invento español de J. Laurent y José Martínez Sánchez y que ofrecía alta calidad de reproducción. Su temática más conocida ha sido el retrato pero también realizó importantes fotografías documentales de arquitectura y paisajes, asimismo sus fotografías estereoscópicas alcanzaron gran difusión. Entre otras fotografías se podría destacar el reportaje realizado con motivo de la Comuna de París.